# 元浜町 (浜松市)
元浜町（もとはまちょう）は静岡県浜松市中央区の町名。丁番を持たない単独町名である。住居表示未実施。

## 地理
東で八幡町（はちまんちょう）、西で山下町、南で元目町及び北田町、北で中沢町と接する。

### 学区
- 浜松市立中部小学校（浜松中部学園）

- 浜松市立中部中学校（浜松中部学園）

## 歴史

### 沿革
- 1925年（大正14年）5月1日 -  地籍整理により、大字田、大字野口及び大字八幡を合わせて元浜町を新設[書籍 1]。
- 1965年（昭和40年）11月1日 - 元浜町の一部が中沢町に編入される[WEB 7]。
- 2007年（平成19年）4月1日 - 浜松市が政令指定都市となる。元浜町は中区の一部となる。
- 2017年（平成29年）4月1日 - 浜松市立北小学校の閉校に伴い、浜松市立中部小学校に学区が変更となる。
- 2024年（令和6年）1月1日 - 浜松市の行政区再編により、元浜町は中央区の一部となる。

## 施設
- 平野美術館
- ミニストップ浜松元浜町店

## 交通

### バス
- 遠鉄バス61内野台線：（浜松駅 方面 - ）元浜町（ - 内野台車庫・サンストリート浜北 方面）

### 道路
- 浜松市道田町高林線（二俣街道）
- 浜松市道元浜曳馬1号線（楽器中通り）

## その他

### 警察
警察の管轄区域は以下の通りである。
| 番・番地等 | 警察署         | 交番・駐在所 |
| ---------- | -------------- | ------------ |
| 全域       | 浜松中央警察署 | 柳通交番     |

### 消防
消防の管轄区域は以下の通りである。
| 番・番地等 | 消防署   | 本署/出張所 |
| ---------- | -------- | ----------- |
| 全域       | 中消防署 | 本署        |

### 書籍
1. ↑  『浜松市史 三』浜松市役所、1980年3月26日、355,356頁。

### WEB
1. ↑  “h02_22.csv”.   総務省 (2022年2月10日). 2024年10月3日閲覧。
2. ↑  “chuouku_menseki.xlsx”.   浜松市 (2024年3月12日). 2024年10月3日閲覧。
3. ↑  “静岡県 浜松市中央区 元浜町の郵便番号 - 日本郵便”.   日本郵便. 2025年2月15日閲覧。
4. ↑  “市外局番の一覧” (PDF).   総務省 (2022年3月1日). 2024年6月16日閲覧。
5. ↑  “事業所案内及び管轄地域（事務所3件、分室3件）”.   一般社団法人静岡県自動車会議所. 2024年6月16日閲覧。
6. ↑  “住居表示実施状況／浜松市”.   浜松市 (2024年1月4日). 2024年6月16日閲覧。
7. ↑  “zissizennzi.pdf”.   浜松市. 2024年6月16日閲覧。
8. ↑  “柳通交番｜静岡県警察”.   静岡県警察 (2024年1月1日). 2024年6月16日閲覧。
9. ↑  “消防署の町別管轄「も」／浜松市”.   浜松市 (2023年4月3日). 2024年6月17日閲覧。